# تاکشی میکی
تاکشی میکی (انگلیسی: Takeshi Miki؛ زادهٔ ۸ آوریل ۱۹۸۶) بازیکن فوتبال اهل ژاپن است.